# Estación Iyoiwaki
La estación Iyoiwaki (伊予石城駅 Iyo'iwaki-eki?) es una estación de la línea Yosan de la Japan Railways que se encuentra en la ciudad de Seiyo de la prefectura de Ehime. El código de estación es el "U20".

## Estación de pasajeros
Cuenta con dos plataformas, entre las cuales se encuentran las vías. Cada plataforma cuenta con un andén (andenes 1 y 2).

### Andenes
| 1 | ● Línea Yosan | Hacia Uwajima (los servicios rápidos no se detienen)                                                                 |
| 2 | ● Línea Yosan | Hacia Yawatahama, Ōzu, Uchiko, Iyo, Matsuyama, Hōjō, Imabari, Nyūgawa y Saijō (los servicios rápidos no se detienen) |

## Historia
- 1945: el 20 de junio se inaugura la estación.
- 1987: el 1° de abril pasa a ser una estación de la división Ferrocarriles de Pasajeros de Shikoku de la Japan Railways.

## Estación anterior y posterior
- Línea Yosan 
  - Estación Futaiwa (U19)  <<  Estación Iyoiwaki (U20)  >>  Estación Kamiuwa (U21)